# Les Arts Florissants

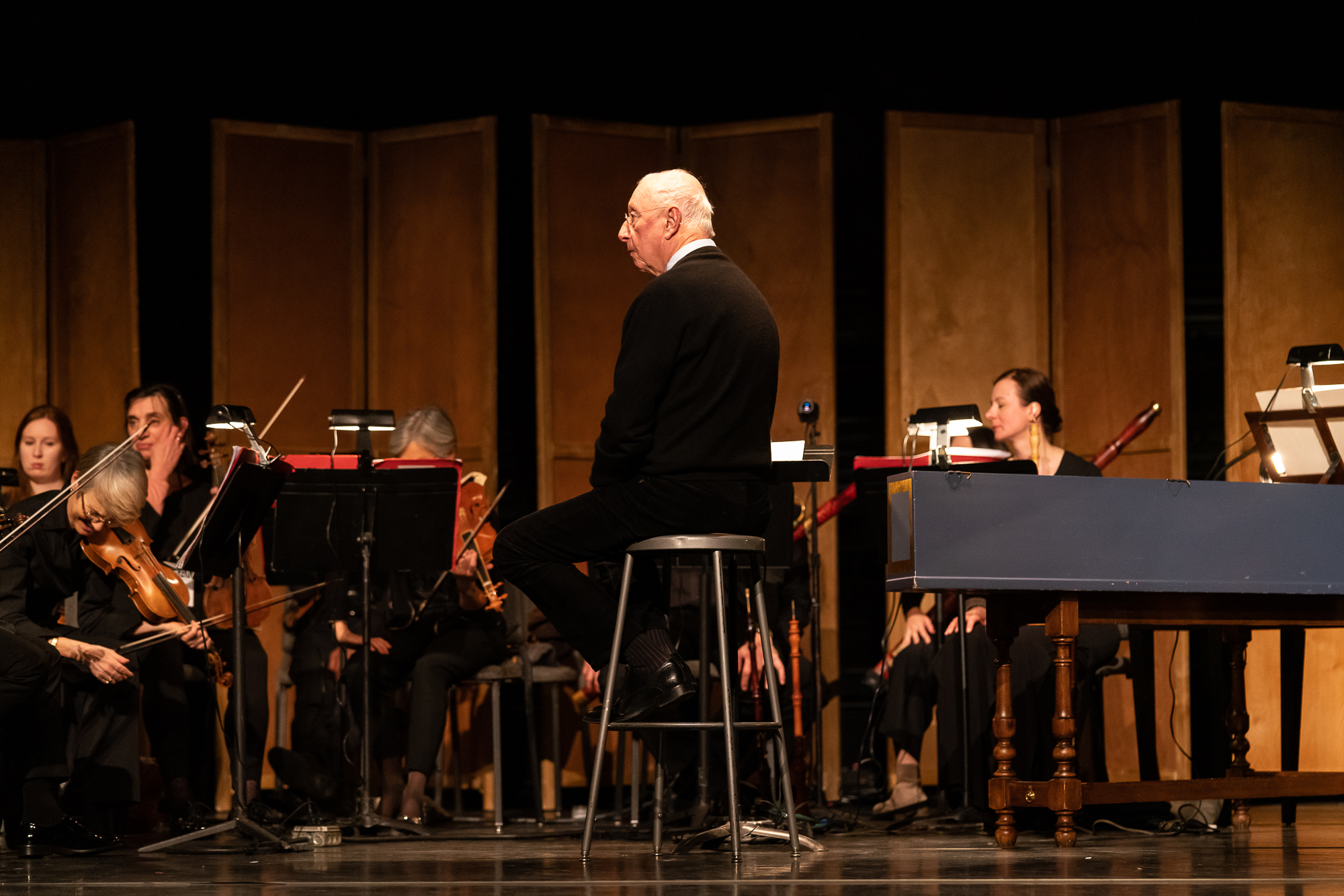
Les Arts Florissants tijdens een repetitie met William Christie

Les Arts Florissants (Frans, De bloeiende kunsten) is een Frans ensemble dat bestaat uit een klein vocaal ensemble en een orkest dat op historische instrumenten speelt, en dat gespecialiseerd is in de uitvoering van Barokmuziek en muziek uit de Klassieke periode. De thuisbasis van het ensemble is het theater van Caen, Frankrijk. De artistiek leiders zijn oprichter William Christie en vanaf 2013 tevens de countertenor Paul Agnew.
Het ensemble treedt in verschillende samenstellingen op, variërend van kamermuziekensemble tot groot koor en orkest, en heeft door de jaren heen een grote reputatie verworven op het gebied van de Authentieke uitvoeringspraktijk. Het ensemble is wereldwijd in meer dan 100 concerten per seizoen te horen in de grote concertzalen en festivals.

## Geschiedenis
Het ensemble is in 1979 opgericht door de Amerikaans-Franse klavecinist en dirigent William Christie. Het ensemble is vernoemd naar de gelijknamige opera van Marc-Antoine Charpentier, de eerste volledig geënsceneerde productie van het ensemble. In 1987 vestigde William Christie met Les Arts Florissants zich definitief als barokspecialisten met de productie van Lully's opera Atys in de Opéra-Comique in Parijs, een opera die sinds 1753 niet meer was uitgevoerd.

## Repertoire
Het ensemble heeft in de loop der jaren veel onbekende werken van Marc-Antoine Charpentier uitgevoerd en opgenomen, waarvan de meeste een wereldpremière (d.w.z. voor de 20ste eeuw) waren. Ook werken van onbekende componisten als André Campra, Henry Desmarest, Michel-Richard Delalande, Jean-Philippe Rameau en Jean-Joseph de Mondonville werden opnieuw uitgevoerd, na soms honderden jaren vergeten te zijn. Het ensemble voert daarnaast tevens werk uit van bekendere componisten als François Couperin en de Italiaanse componist Claudio Monteverdi. In de loop van de tijd is het repertoire uitgebreid met werken van Henry Purcell en George Friedrich Handel, maar ook met latere (Klassieke) componisten als Wolfgang Amadeus Mozart en Joseph Haydn.

## Educatie
Naast uitvoerende activiteiten organiseert het ensemble (dat valt onder de William Christie Foundation) ook verschillende educatieve activiteiten. Met de Jardin des Voix, een academie voor jonge solozangers, worden zangers die aan het begin van hun carrière staan in een drie weken durende cursus getraind in de uitvoering van Barokmuziek. Met het programma Arts Flo Juniors worden koorzangers en instrumentalisten op een vergelijkbare wijze getraind. Daarnaast geeft het ensemble masterclasses, en werkt het samen met de Oudemuziekafdeling van de Juilliard School of Music in New York. Op deze wijze voorziet het ensemble tevens in jonge aanwas - verschillende leden van het ensemble zijn oud-studenten van Juilliard.

## Discografie
De meer dan 130 muziekopnames op LP en CD die het ensemble maakte voor de labels Harmonia Mundi, Warner Classics/Erato en Virgin Classics, zijn met vele prijzen in Frankrijk en in het buitenland onderscheiden, waaronder diverse keren met de Gramophone Award Record of the Year.